# المسلقة (مذيخرة)

تعديل مصدري - تعديل

المسلقة هي إحدى قرى عزلة بني علي بمديرية مذيخرة التابعة لمحافظة إب، بلغ تعداد سكانها 100 نسمة حسب تعداد اليمن لعام 2004.